# Richard Schröder
Richard Carl Heinrich Schröder, född 19 juni 1838 i Treptow an der Tollense, Pommern, död 3 januari 1917 i Heidelberg, var en tysk jurist.
Schröder blev 1861 juris doktor, 1863 privatdocent i Bonn samt 1866 extra ordinarie och 1870 ordinarie professor där. Han innehade därefter juridiska lärostolar i Würzburg, Strassburg och Göttingen samt blev 1888 professor i tysk privaträtt med mera i Heidelberg.
Han förvärvade ett ansett namn som författare, särskilt på den äktenskapliga förmögenhetsrättens område, där han skrev bland annat Geschichte des ehelichen Güterrechts in Deutschland (I, II, 1863-74) och Das eheliche Güterrecht nach dem bürgerlichen Gesetzbuche (1896; tredje upplagan 1900) och av rättshistoriska arbeten (framför allt Lehrbuch der deutschen Rechtsgeschichte, 1889, femte upplagan 1907), som utgivare av tre band av Jacob Grimms "Weisthümer" och som medredaktör för rättsvetenskapliga tidskrifter.